# Biagio Pelacani
Biagio Pelacani, (Blasius de Pelacanis de Parma) noto anche come Biagio Pelicani o Biagio da Parma (Costamezzana, 1355 circa – Parma, 1416), è stato un matematico e filosofo italiano forse lontano parente di Antonio Pelacani (1275-1327) , medico e filosofo nato a Parma  vissuto nella seconda metà del XIII secolo. Della sua medesima casata probabilmente un altro medico e filosofo: Francesco Pelacani .

## Biografia
Nato tra il 1350 e il 1354 a Costamezzana, una frazione di Noceto a pochi chilometri da Parma, nulla si sa della sua vita  sino a quando verso il 1374 frequenta la facoltà artium philosophie et medicine dell'Università degli Studi di Pavia dove nel 1377 come titolare della cattedra di magister philosophie et loyce, delegato dal vescovo, diploma in arti un certo Benedetto Bossi .
Nel 1380 ottenne una cattedra all'Università di Bologna, ma nel 1384 si spostò a Padova. Nel 1388 fu riassunto all'Università degli Studi di Pavia, ma un processo per eresia (1396) lo costrinse a spostarsi (1407) all'Università degli Studi di Padova, dove mantenne l'insegnamento fino al 1411.
Contestò molte regole della meccanica aristotelica e sostenne l'applicazione di nuovi strumenti matematici per sostituire le regole obsolete.
In particolare condusse nuovi studi sull'ottica nell'opera Quaestiones  de  perspectiva; nel Tractatus  de  ponderibus  si  occupò di  statica ed elaborò nelle Quaestiones  de  proportionibus una teoria matematica del vuoto che si contrapponeva alle tesi del continuo dei fisici aristotelici. Si occupò anche del moto  dei  pianeti in Theorica  planetarum e mise in discussione la cosmologia di Aristotele negando che si potesse sostenere l'incorruttibilità  dei cieli e l'interpretazione teologica dell'esistenza di un primo motore immobile, vale a dire di Dio. Negò quindi la possibilità delle dimostrazioni a posteriori dell'esistenza di Dio e dell'immortalità dell'anima individuale.
Pelacani concepisce la natura o l'universo come un ente animato, un grande eterno animale in continuo movimento dove gli esseri nascono per generazione spontanea e, quando gli influssi astrali sono favorevoli, vengono alla luce anche le anime intellettive umane. Riguardo alla morale egli è convinto che l'uomo debba conformarsi alla virtù per sua libera scelta e non per fini religiosi trascendenti. 
Per il materialismo delle sue dottrine Pelacani, doctor diabolicus, com'era soprannominato , fu accusato d'eresia e condannato nel 1396 ma ciò non gli impedì di essere apprezzato come un grande astrologo dai principi Carraresi di Padova e dalle corti dei sovrani tanto da ottenere di essere sepolto nel duomo di Parma.
Gli si attribuiscono dei Commenti a Witelo per una corretta interpretazione della prospettiva  e a Thomas Bradwardine nell'opera  Questiones super tractatu "De proportionibus" Thome Beduerdini .

## Opere
- Le Quaestiones de anima, Firenze, Olschki, 1974.
- Questiones super tractatus logice magistri Petri Hispani, Parigi, Vrin, 2001.
- Quaestiones circa tractatum proportionum magistri Thome Braduardini, Parigi, Vrin, 2006.
- Questiones super perspectiva communi, Parigi, Vrin, 2009.

## Traduzioni italiane
- Quaestiones de anima: alle origini del libertinismo, a cura di Valeria Sorge, Napoli, Morano, 1995.

## Traduzioni francesi
- Joël Biard et Aurélien Robert (éds), La philosophie de Blaise de Parme : physique, psychologie, éthique, Firenze, SISMEL, Edizioni del Galluzzo, 2019.

## Traduzioni inglesi
- The Medieval Science of Weights = (scientia de ponderibus). Treatises ascribed to Euclid, Archimedes, Thabit ibn Qurra, Jordanus de Nemore and Blasius of Parma, editi con Introduzione, traduzione e note da Ernest A. Moodye Marshall Clagett, Madison, The University of Wisconsin Press, 1952 (Tractatus de ponderibus, pp. 238-278).